# Saint-Pierre-du-Mont, Calvados

Saint-Pierre-du-Mont este o comună în departamentul Calvados, Franța. În 1 ianuarie 2022 avea o populație de 73 de locuitori.